# Hanford Reach

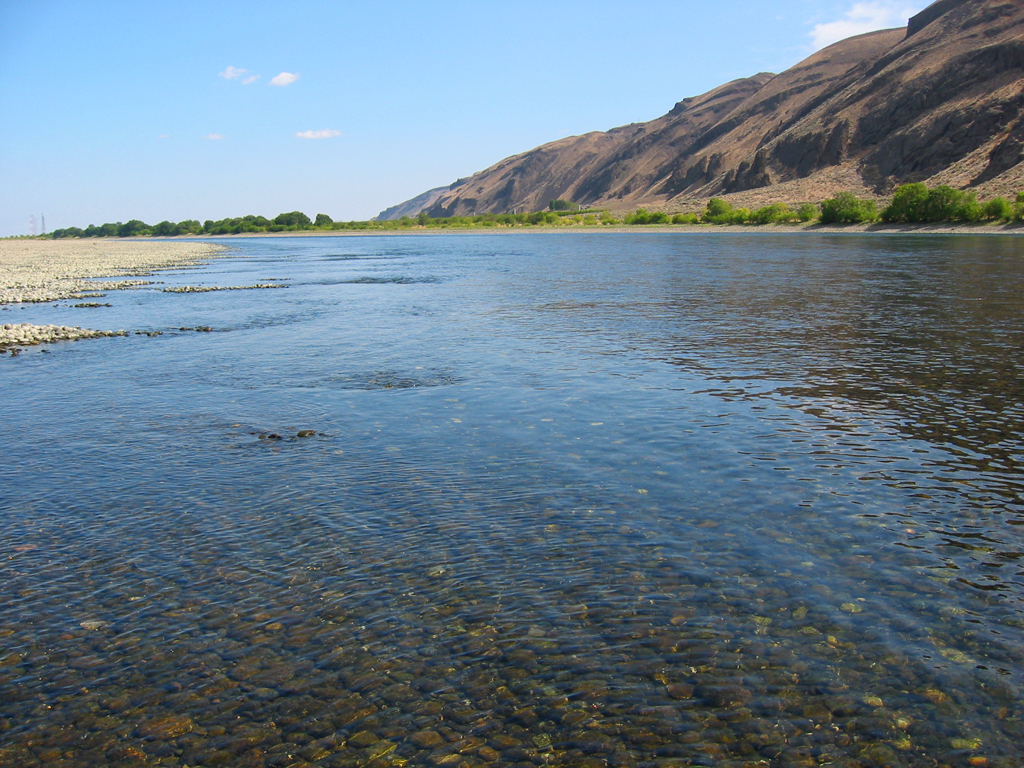
Hanford Reach

Hanford Reach est une section de 72 kilomètres de long sur le cours du fleuve Columbia. Située dans l'État de Washington, elle n'est pas altérée par l'un des nombreux barrages du fleuve, si bien qu'elle est la seule du côté américain du fleuve à ne pas être soumise à la marée (depuis l'embouchure) tout en ne faisant pas partie d'un lac de barrage.
Une grande partie de la Hanford Reach coule à travers le site du laboratoire national de Hanford, une installation de production d'armes nucléaires qui a été lancée durant la Seconde Guerre mondiale.
La section est également le site du Hanford Reach National Monument.